# Stazione di Drzewica
La stazione di Drzewica è la stazione ferroviaria che serve l'omonima cittadina polacca e l'annesso territorio del comune urbano-rurale del distretto di Opoczno, nel voivodato di Łódź.
Posta sulla Linea ferroviaria 22 (in polacco Linia kolejowa nr 22) Tomaszów Mazowiecki-Radom Główny, il suo traffico è gestito da Polskie Koleje Państwowe (PKP), la principale azienda di trasporti ferroviari del paese.

## Traffico passeggeri
| Anno | Scambio passeggeri al giorno |
| ---- | ---------------------------- |
| 2017 | 100-149                      |
| 2022 | 200-299                      |